# Turkanasjöns nationalparker
För andra betydelser, se Turkana.
Turkanasjöns nationalparker i Kenya består av två öar i Turkanasjön och Sibiloi nationalpark på sjöns östra strand. Området är på 161 500 hektar och är torrt, blåsigt och varmt.
Turkanasjön, tidigare kallad Rudolfsjön eller Jadesjön, ligger i Turkanaöknen, vid gränsen mot Etiopien och är c:a 8 600 km² stor och som mest 73 m djup. Namnet Rudolfsjön fick den för att hedra den dåvarande kronprinsen Rudolf av Österrike. Den är en så kallad sodasjö eller saltsjö. Det finns rikt fisk- och fågelliv och även till exempel mycket krokodiler i området. Parkerna på öarna skapades för att skydda Nilkrokodilen (Crocodilus niloticus), flodhästen (Hippopotamus amphibius) och flera ormarter. Det är en viktig plats för flyttfåglar och 350 olika fågelarter har setts i området. Det finns 47 fiskarter, varav sju är endemiska, vilket innebär att de inte finns någon annanstans. Dessutom finns många däggdjursarter. Det finns även rikligt med fossil och området kallas ibland Mänsklighetens vagga, då man fann de första fynden av Homo rudolfensis.
Området skrevs in på Unescos världsarvslista i två etapper, 1997 och 2001 (+den södra ön).